# Giuseppe Materazzi
Giuseppe Materazzi (* 5. Januar 1946 in Arborea) ist ein ehemaliger italienischer Fußballspieler und -trainer. Seit 2011 ist er als Funktionär tätig.

## Karriere als Spieler
Der auf Sardinien geborene Materazzi war langjährig Spieler der US Lecce, wo er in sieben Jahren 228 Spiele in der Serie C bestritt. Er spielte in seiner Laufbahn außerdem auch für die US Tempio, die AC Reggiana, die AS Bari und Real Cerretese.

## Karriere als Trainer
Giuseppe Materazzi begann seine Trainerkarriere 1979 bei der toskanischen Mannschaft Real Cerretese in der Serie C2. Seine erste Mannschaft in der Serie A war die AC Pisa in der Saison 1987/88, welche er zum 13. Platz am Saisonende brachte. Danach trainierte er für zwei Spielzeiten Lazio Rom, bevor er in die Serie B zum FC Messina wechselte. Seine längste Trainerzeit begann 1992 bei der AS Bari, wo er zuvor gespielt und auch bereits als Jugendtrainer gearbeitet hatte. Materazzi blieb vier Jahre in Bari, zwei davon spielte der Verein in der Serie A. Danach trainierte er eine Reihe von kleineren Klubs in der Serie A und B, darunter Calcio Padova, Brescia Calcio und Piacenza Calcio, bevor er im Juli 1999 bei Sporting Lissabon unterschrieb. In Portugal blieb er allerdings nur wenige Monate und wurde September 1999 nach einer Niederlage im UEFA-Pokal gegen Viking Stavanger gefeuert. Anfang November wurde Giuseppe Materazzi vom Präsidenten des FC Venedig, Maurizio Zamparini, berufen, um Luciano Spalletti zu ersetzen. Nach nur 27 Tagen wurde er allerdings wieder gefeuert und wiederum von Spalletti ersetzt.
Im Jahr 2003 unterschrieb Giuseppe Materazzi einen Dreijahresvertrag beim chinesischen Klub Tianjin Teda, verließ die Mannschaft jedoch nach einem Jahr wieder. Sein Name wurde zu der Zeit mit dem Posten des Nationaltrainers von Costa Rica verbunden. Am 26. Februar 2007 wurde Materazzi Trainer des Serie-B-Klubs AS Bari, bei dem er Rolando Maran ersetzte. Er schaffte den Klassenerhalt und gab seinen Posten am 27. Dezember 2007 nach einer 0:4-Niederlage gegen die US Lecce im Apulien-Derby auf.
Am 30. Dezember 2008 unterschrieb Materazzi einen Vertrag als Trainer vom griechischen Verein Olympiakos Volos, entschied sich jedoch am 6. März 2009 zu kündigen, weil er seine sportlichen Ziele nicht mehr in Reichweite sah. Im Juli 2009 wurde er Manager vom Tercera-Division-Klub SE Eivissa-Ibiza, wo er zusammen mit Trainer Onofrio Barone, einem Ex-Serie A Spieler, der schon mehrmals als sein Assistent fungierte, arbeitete.
Im Jahr 2010 wurde Materazzi er vom rumänischen Klub FC Brașov verpflichtet, gab aber nach nur drei Tagen seinen Posten wieder auf.
Im Sommer 2011 wurde Materazzi technischer Direktor von ASD Atletico Arezzo in der Serie D. Diesen Posten gab er im März 2012 auf, um in gleicher Tätigkeit beim FC Treviso in der Lega Pro Seconda Divisione seine Arbeit aufzunehmen. Er stieg mit dem Verein im Jahr 2012 auf, verließ ihn aber, um für den sardischen Klub Olbia Calcio 1905 zu arbeiten. Im Sommer 2013 verpflichtete ihn Foggia Calcio, das ebenfalls in der Lega Pro Seconda Divisione spielte. Am Saisonende gelang seiner Mannschaft die Qualifikation zur neu gegründeten Lega Pro. Im Mai 2016 wurde er technischer Direktor von Robur Siena, gab diesen Posten aber nach wenigen Wochen wieder auf. Seit Dezember 2016 ist er Geschäftsführer des FC Casertana.

## Trivia
Giuseppe Materazzi ist der Vater des ehemaligen Abwehrspielers und Weltmeisters Marco Materazzi, der unter anderem viele Jahre bei Inter Mailand spielte.